# Sagittaria
Sagittaria is de botanische naam van een geslacht van waterplanten in de waterweegbreefamilie (Alismataceae). Verschillende soorten hebben knollen die als voedselopslagplaats dienen. Deze zijn eetbaar en worden in Noord-Amerika en Oost-Azië in het wild verzameld of als oogst geteeld.
In België en Nederland komt het pijlkruid (Sagittaria sagittifolia) van nature voor. Tevens kan men als verwilderde exoot het breed pijlkruid (Sagittaria latifolia) aantreffen.

## Soorten
- Sagittaria aginashii Makino
- Sagittaria ambigua J.G.Sm.
- Sagittaria australis (J.G.Sm.) Small
- Sagittaria brevirostra Mack. & Bush
- Sagittaria chapmanii (J.G.Sm.) C.Mohr
- Sagittaria cristata Engelm.
- Sagittaria cuneata E.Sheld.
- Sagittaria demersa J.G.Sm.
- Sagittaria engelmanniana J.G.Sm.
- Sagittaria fasciculata E.O.Beal
- Sagittaria filiformis J.G.Sm.
- Sagittaria graminea Michx.
- Sagittaria guayanensis Kunth
- Sagittaria intermedia Micheli
- Sagittaria isoetiformis J.G.Sm.
- Sagittaria kurziana Glück
- Sagittaria lancifolia L.
- Sagittaria latifolia Willd.
- Sagittaria lichuanensis J.K.Chen, X.Z.Sun & H.Q.Wang
- Sagittaria longiloba Engelm. ex J.G.Sm.
- Sagittaria macrocarpa J.G.Sm.
- Sagittaria macrophylla Zucc.
- Sagittaria montevidensis Cham. & Schltdl.
- Sagittaria natans Pall.
- Sagittaria papillosa Buchenau
- Sagittaria planitiana G.Agostini
- Sagittaria platyphylla (Engelm.) J.G.Sm.
- Sagittaria potamogetifolia Merr.
- Sagittaria pygmaea Miq.
- Sagittaria rhombifolia Cham.
- Sagittaria rigida Pursh
- Sagittaria sagittifolia L. - Pijlkruid
- Sagittaria sanfordii Greene
- Sagittaria secundifolia Kral
- Sagittaria sprucei Micheli
- Sagittaria subulata (L.) Buchenau
- Sagittaria tengtsungensis H.Li
- Sagittaria teres S.Watson
- Sagittaria trifolia L.